# Skäggmyrpitta
Skäggmyrpitta (Grallaria alleni) är en fågel i familjen myrpittor inom ordningen tättingar.

## Utseende och läte
Skäggmyrpittan är en medelstor till stor (18 cm) medlem av familjen med tydliga vita strupsidestreck, därav namnet. Ovansidan är mörkt rostbrun, hjässa och nacke skiffergrå och huvudsidorna är mörkbruna. Strupen är roströd kantad nertill av ett vitt bröstband. Bröstet är olivbrunt med några få vita strimmor, medan buken är beigevit med kanelbrun anstrykning på flanker och undre stjärttäckare. Lätet består av en snabb serie med cirka 22 djupa och ihåliga knappt tre sekunder långa visslingar, "huu", som stiger brant i styrka för att sedan avta.

## Utbredning och systematik
Skäggmyrpitta delas in i två underarter med följande utbredning:
- Grallaria alleni alleni – förekommer i centrala Andernas västsluttning i Colombia (Risaralda i Cauca)
- Grallaria alleni andaquiensis – förekommer i Anderna i Colombia (Magdalena) och Ecuador (Napo, Cotopaxi)

## Status och hot
Skäggmyrpittan har en liten världspopulation bestående av uppskattningsvis endast 1 500–7 000 vuxna individer. Den tros också minska i antal till följd av habitatförlust. Fågeln är därför upptagen på internationella naturvårdsunionen IUCN:s röda lista över hotade arter, kategoriserad som sårbar (VU).

## Namn
Fågelns vetenskapliga artnamn hedrar Arthur Augustus Allen (1885–1964), amerikansk fältornitolog som samlade in typexemplaret.